# رشيد دحماني
رشيد دحماني (1982 المغرب) هو لاعب كرة قدم مغربي.

## روابط خارجية
- رشيد دحماني على موقع قاعدة بيانات كرة القدم.إي يو (الإنجليزية)